# Without You (Mötley Crüe-sång)
"Without You" är en powerballad från 1989 av det amerikanska hårdrock/glam metalbandet Mötley Crüe. Den finns med på albumet Dr. Feelgood, och släpptes även som singel 1990. 
Musikvideon till "Without You" har enligt Nikki Sixx en väldigt "surrealistisk touch". Videon innehåller olika fantasieggande scener, till exempel en leopard, en fiol-ensemble spelandes under slide-solot, samt bandet spelandes i ett scenario influerat av det forntida Egypten.  
"Without You" nådde en åttonde-placering på Billboard Hot 100, en elfte-placering på Mainstream Rocklistan och en trettionionde-placering på den brittiska singellistan.

## Medverkande
- Vince Neil - sång
- Mick Mars - gitarr
- Nikki Sixx - bas
- Tommy Lee - trummor